# Iris: A Space Opera by Justice
Pour plus de détails, voir Fiche technique et Distribution.
Iris: A Space Opera est un film musical du groupe de musique électronique français Justice. 
Le film est réalisé par deux français, André Chemetoff, directeur de photographie (qui a déjà notamment collaboré avec Christophe Honoré ou Romain Gavras mais aussi avec le groupe sur leur clip Stress) et Armand Beraud (responsable des effets spéciaux sur Babylon A.D. de Mathieu Kassovitz.).
Le long-métrage est une adaptation du live-show Woman Worldwide, l'album du groupe ayant été sacré lors de la 61e cérémonie des Grammy Awards dans la catégorie du meilleur album Dance/Électro de l'année.

## Production

### Genèse et développement
Dans le documentaire de 24 minutes précédent le show, Xavier de Rosnay confie : « Ça fait 14 ans qu’on se demande comment filmer un concert correctement. À chaque tournée on essaye de faire des captations de concert mais c’est jamais vraiment satisfaisant et à chaque fois on se rend compte que les vidéos au téléphone faites par le public sont mieux que les captations que l’on fait. Et en réfléchissant pour cette tournée on s’est encore posé la question d’une captation en public et on a repensé à Pink Floyd et leur live filmé a Pompéii sans public ».
Pendant des années, Justice a enregistré leurs concerts dans le but de produire un film en direct, mais à chaque tentative, ils ont constaté que l'enthousiasme incessant du public pour leur musique distrait de l'expérience cinématographique qu'ils essayaient de créer. « Au début, j'ai trouvé cela un peu frustrant parce que ce que j'aime dans les concerts de Justice, c'est l'énergie du public », a déclaré Busy P, patron du label du groupe : Ed Banger Records. Il poursuit également dans le documentaire en qualifiant le film de « tableau contemplatif plus que de narration d'un concert ».
Dans ce même documentaire précèdant le show Iris: A Space Opera by Justice (Behind the Scenes), Armand Beraud explique qu'« assez tôt en fait est venue l’idée de filmer ce spectacle sans public. […] ça permettait de redonner au spectacle une nouvelle dimension, créer une mise en scène, valoriser la scéno ».
Le film se veut être un film contemplatif misant avant tout sur la captation des jeux de lumières et de la musique plutôt que sur la prestation du groupe en lui-même et comme un live futuriste, « enregistré dans un espace vide et invisible, sans public », révélait le site Billboard en février. Le film est également présenté comme un space opera, inspiré d' Alien ou Blade Runner. Le groupe déclare, selon des propos recueillis par V, avoir cherché à atteindre pour ce projet ambitieux, « la précision des documentaires de la NASA, avec de très longs et lents plans ».

### Tournage et diffusion
Tourné dans un environnement vide et contrôlé pendant deux jours, le show de Justice prend forme dans un espace qui semble infini et transparent. Créé à l'aide de panneaux LED rotatifs et de dalles noires réfléchissantes pour le sol, l'atmosphère de l'ensemble permet à une toute nouvelle essence spectrale de s'emparer de leur musique. Comme l'explique Xavier : « Andre Chemetoff a aussi fait les choix de chef déco, il voulait absolument travailler avec Jan Houllevigue qui a proposé d'avoir ce sol réfléchissant [...] qui sont en fait des dalles noir qu’ils ont posés pour qu'on voit la séparation entre les dalles pour que cela soit un peu plus qu'une symétrisassions de ce qu’il se passe surface »[réf. nécessaire]. 
Selon la description du Festival SXSW, Iris : a Space Opera est un film très visuel et technique : « Il s'articule autour d'une structure flottante composée de 13 cadres mobiles indépendants, composés chacun de quatre panneaux rotatifs à LED, de miroirs et de lumières chaudes traditionnelles offrant des combinaisons infinies ». Par ailleurs, « la structure est en constante évolution durant tout le show et proposera de nouveaux paysages visuels sur chaque titre joué. Ce long-métrage a été filmé avec la précision et la patience d'un documentaire rigoureux sur le cosmos ».
Iris : A Space Opera, a d'abord été diffusé en avant-première avant le 15 mars 2019 au SXSW (South by Southwest), un ensemble de festivals de musique, cinéma et de médias qui se tient chaque année au mois de mars à Austin, aux États-Unis.
Le film est diffusé en France lors d'une date unique, le jeudi 29 août 2019 à 20 h 30, dans plus de 150 salles de cinémas en France.

## Synopsis
Le groupe Justice délivre une performance live filmée spécialement pour le cinéma. Adaptation du live-show Woman Worldwide, Iris : A Space Opera by Justice est une expérience visuelle et sonore. Le film du concert est précédé d'un documentaire sur les coulisses de la création de ce show.

## Liste des titres
| No  | Titre                                                | Durée |
| --- | ---------------------------------------------------- | ----- |
| 1.  | Safe and Sound x D. A.N.C.E.                         |       |
| 2.  | Canon x Love S.O.S                                   |       |
| 3.  | Genesis x Phantom                                    |       |
| 4.  | Pleasure x Newjack x Civilization x Helix            |       |
| 5.  | Heavy Metal x DVNO                                   |       |
| 6.  | Stress                                               |       |
| 7.  | Love S.O.S.                                          |       |
| 8.  | Alakazam ! x Fire                                    |       |
| 9.  | Waters of Nazareth x We Are your Friends x Phantom 2 |       |
| 10. | Chorus                                               |       |
| 11. | Audio, Video, Disco                                  |       |
| 13. | Close Call                                           |       |

## Date de sortie
- 26 août -  Australie,  Danemark,  Nouvelle-Zélande,  Suède
- 27 août -  Finlande,  Allemagne,  Grèce
- 28 août -  Italie
- 29 août -  France,  Belgique,  Luxembourg,  Pays-Bas,  Russie,  Suisse
- 30 août -  Colombie,  Irlande,  Lettonie,  Royaume-Uni
- 10 septembre -  États-Unis
- 12 septembre -  Chili,  Costa Rica,  Salvador,  Guatemala,  Honduras,  Mexique,  Panama,  Pérou,  Espagne,  Argentine,  Hongrie
- 14 septembre -  Canada[10]